# LINK-Paradigma

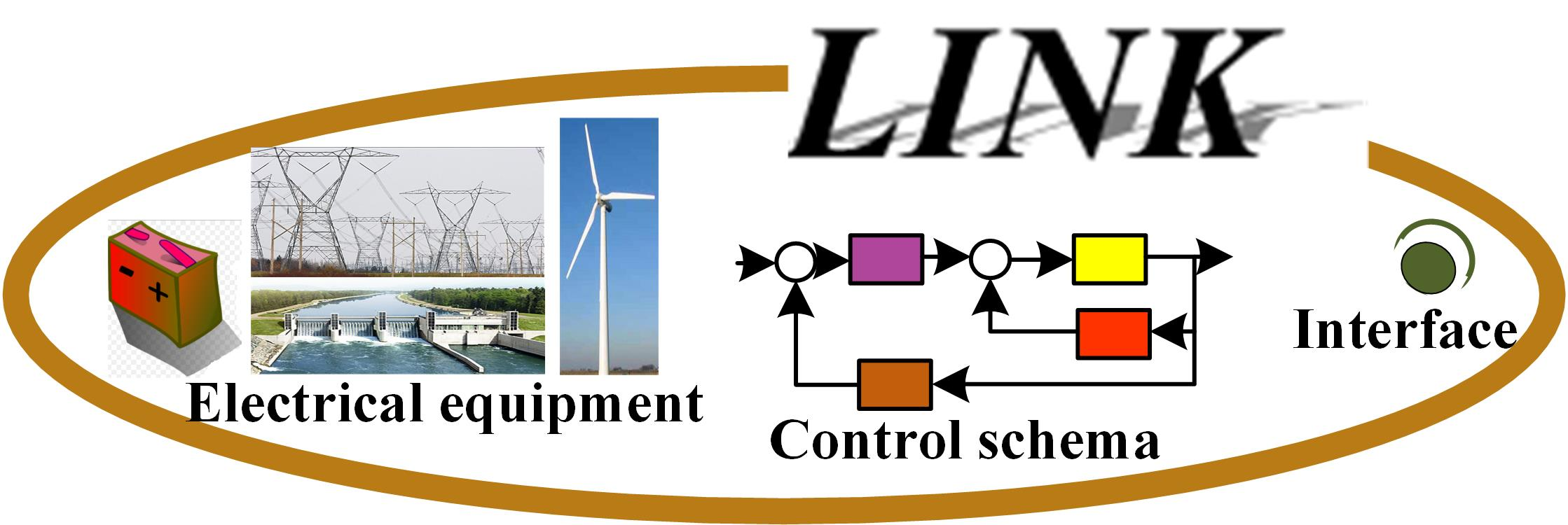
LINK-Paradigma

Das LINK-Paradigma dient der Modellierung von intelligenten Stromnetzen.
Das LINK-Paradigma ist definiert als ein Satz von
- elektrischen Komponenten – das können Teile des Netzes, speichernde bzw. stromproduzierende Einheiten sein –
- einer Regelungseinheit
- einer Schnittstelle.

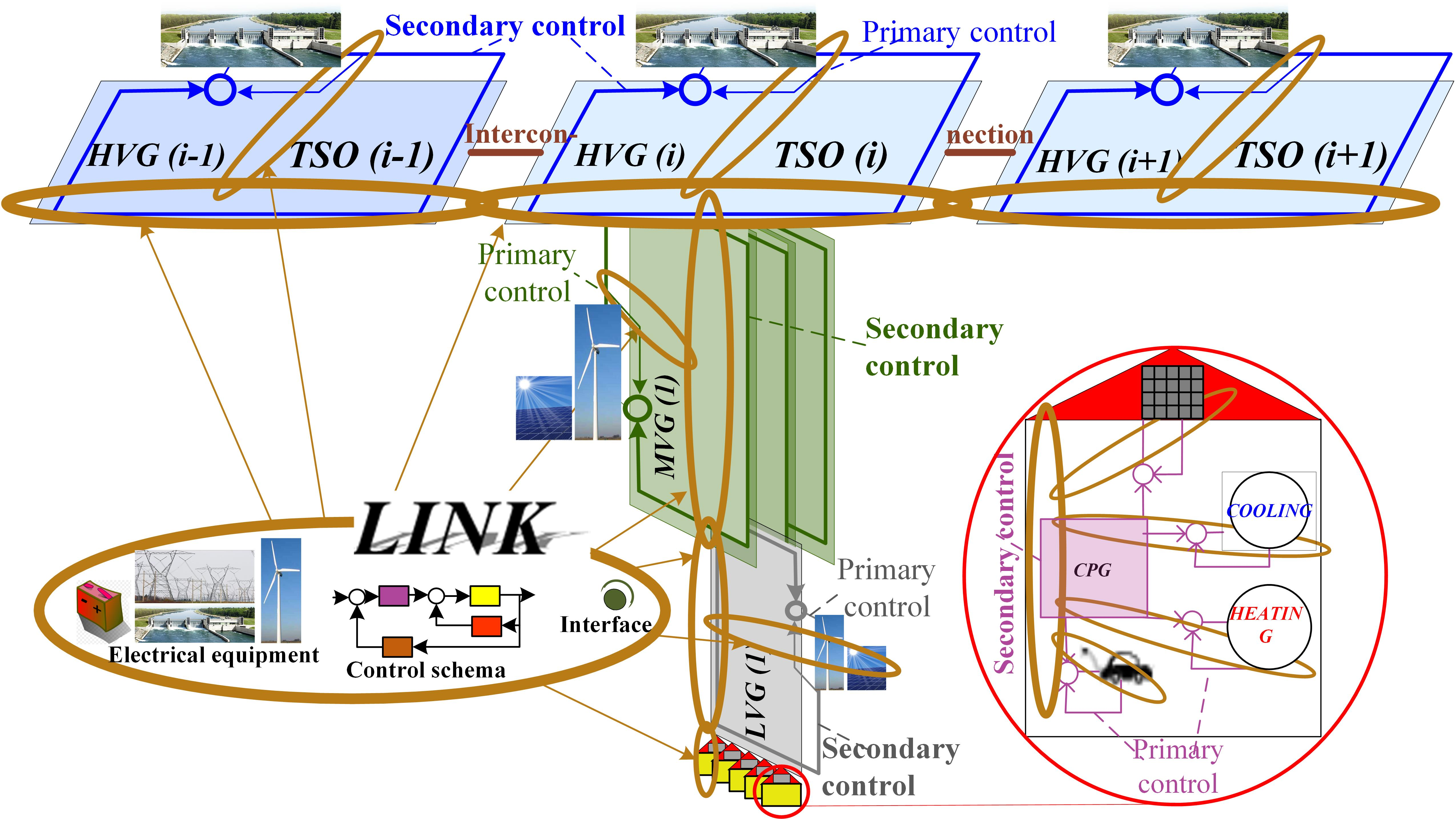
Überblick über das ganzheitliche technische Modell des intelligenten Stromversorgungsnetzes.

Es ermöglicht die Komplexität des Stromversorgungssystems zu verstehen und dessen Betriebsprozesse zu beschreiben. Das LINK-Paradigma dient der Modellierung des gesamten Stromversorgungssystems von hohen, mittleren bis hin zu niedrigen Spannungsebenen, einschließlich der Kundenanlagen sowie der Beschreibung aller Stromversorgung-Betriebsprozesse wie Gleichgewicht zwischen Verbrauch und Erzeugung, Überwachung der Spannung, Demand Response etc.
Das LINK-Paradigma wurde an der TU Wien entwickelt.
LINK-Paradigma bildet den Grundstein des ganzheitlichen, technischen und ökonomischen Modells und der Architektur von intelligenten Stromversorgungssystemen, die einen großen Anteil an verteilten Energiequellen haben. Das Architekturparadigma LINK ist das Basisinstrument für die Neuorganisation der Verwaltung des Stromnetzes, der Stromerzeugung, der Energiespeicher und der Verbraucher durch die Aufteilung des Gesamtsystems auf klar definierte Einheiten – „Links“ – mit jeweils eigener Steuerung und klar definierten Schnittstellen zu ihren benachbarten Einheiten und dem Markt. Die LINK-Lösung, welche auf der einheitlichen LINK-basierten Architektur von intelligenten Stromsystemen basiert und von der LINK-Technologie unterstützt wird, liefert eine komplette Smart Grid Lösung. Sie ermöglicht eine einfache und automatisierte Stromindustrie, ein flaches Geschäftsmodell für die gesamte Elektrizitätswirtschaft, und bietet gleichzeitig mehr Zuverlässigkeit und Stabilität. Darüber hinaus erlaubt sie die Lösung von Datenschutzfragen und ermöglicht eine enorme Reduzierung des Risikos von Cyber-Attacken.
Die Definition des Architekturparadigmas LINK ist durch die Fraktalanalyse validiert: Es besteht aus einzigartigen und unabhängigen Elementen, die Fehlinterpretationen oder die Notwendigkeit von Änderungen in seiner Definition vermeiden. Seine Verwendung ermöglicht die Konvergenz der Ergebnisse verschiedener wissenschaftlicher Arbeiten und die Implementierung intelligenter Netze in großem Maßstab.